# Wereldbeker biatlon 2008/2009
De IBU wereldbeker biatlon 2008/2009 ging van start op 3 december 2008 in het Zweedse Östersund en eindigde op 29 maart 2009 in Chanty-Mansiejsk. De Noor Ole Einar Bjørndalen veroverde voor de zesde keer de algemene wereldbeker, de Zweedse Helena Jonsson verzekerde zich in de laatste wedstrijd van haar eerste eindzege.
De biatleet die aan het einde van het seizoen de meeste punten heeft verzameld is de eindwinnaar van de algemene wereldbeker. Ook per discipline wordt een apart wereldbekerklassement opgemaakt.
De Noor Ole Einar Bjørndalen en de Duitse Magdalena Neuner wonnen vorig seizoen de algemene wereldbeker.
De wereldkampioenschappen worden dit jaar georganiseerd in Pyeongchang, Zuid-Korea.
In vergelijking met het vorige seizoen vindt er dit keer geen wereldbeker plaats in Oslo. Het skistadion van Holmenkollen wordt omgebouwd voor de wereldkampioenschappen noords skiën die daar in 2011 zullen plaatsvinden. De wedstrijden zullen daarom worden georganiseerd in Trondheim.
Er zal ook voor het eerst een wereldbekerwedstrijd worden georganiseerd in Vancouver, dat in 2010 de Olympische Winterspelen organiseert.
De wereldbekerwedstrijden die eind december zouden worden georganiseerd in Pokljuka, werden nog voor de aanvang van het seizoen afgeblazen. Door vertragingen bij de bouw van het nieuwe skistadion konden de organisatoren geen garanties bieden. Daarom werden de wedstrijden verplaatst naar Hochfilzen, waar nu twee wereldbekerweekends na elkaar werden gehouden.

## Doping
Tijdens een persconferentie op 13 februari 2008 maakte de IBU bekend dat de Russische atleten Dmitri Jarosjenko, Albina Achatova en wereldbekerleidster Jekaterina Joerijeva tijdens de wedstrijden in Östersund betrapt werden op een niet nader genoemd dopingproduct. De IBU beslist later over een strafmaat.

## Mannen

### Resultaten
| Datum                               | Plaats           | Discipline            | Eerste                                                                               | Tweede                                                                              | Derde                                                                              |
| ----------------------------------- | ---------------- | --------------------- | ------------------------------------------------------------------------------------ | ----------------------------------------------------------------------------------- | ---------------------------------------------------------------------------------- |
| 03/12/2008                          | Östersund        | 20 km individueel     | Michael Greis                                                                        | Alexander Os                                                                        | Emil Hegle Svendsen                                                                |
| 06/12/2008                          | Östersund        | 10 km sprint          | Emil Hegle Svendsen                                                                  | Tomasz Sikora                                                                       | Simon Fourcade                                                                     |
| 07/12/2008                          | Östersund        | 12,5 km achtervolging | Tomasz Sikora                                                                        | Ole Einar Bjørndalen                                                                | Emil Hegle Svendsen                                                                |
| 12/12/2008                          | Hochfilzen       | 10 km sprint          | Emil Hegle Svendsen                                                                  | Ivan Tsjerezov                                                                      | Alexander Os                                                                       |
| 13/12/2008                          | Hochfilzen       | 12,5 km achtervolging | Emil Hegle Svendsen                                                                  | Ole Einar Bjørndalen                                                                | Tomasz Sikora                                                                      |
| 14/12/2008                          | Hochfilzen       | 4 x 7,5 km estafette  | Rusland Ivan Tsjerezov Maxim Tsjoedov Maxim Maksimov Nikolaj Kroeglov                | Oostenrijk Daniel Mesotitsch Friedrich Pinter Dominik Landertinger Christoph Sumann | Oekraïne Vjatsjeslav Derkatsj Andrij Derysemlja Oleg Berezjnoj Serguei Sednev      |
| 18/12/2008                          | Hochfilzen       | 20 km individueel     | Maxim Tsjoedov                                                                       | Ivan Tsjerezov                                                                      | Björn Ferry                                                                        |
| 20/12/2008                          | Hochfilzen       | 10 km sprint          | Lars Berger                                                                          | Alexander Os                                                                        | Dmitri Jarosjenko Carl Johan Bergman                                               |
| 21/12/2008                          | Hochfilzen       | 4 x 7,5 km estafette  | Oostenrijk Daniel Mesotitsch Friedrich Pinter Tobias Eberhard Christoph Sumann       | Zweden Magnus Jonsson Mattias Nilsson Björn Ferry Carl Johan Bergman                | Frankrijk Vincent Jay Vincent Defrasne Jean-Guillaume Béatrix Simon Fourcade       |
| 08/01/2009                          | Oberhof          | 4 x 7,5 km estafette  | Oostenrijk Daniel Mesotitisch Friedrich Pinter Dominik Landertinger Christoph Sumann | Rusland Duitsland Michael Greis Michael Rösch Arnd Peiffer Toni Lang                | Noorwegen Emil Hegle Svendsen Rune Bratsveen Halvard Hanevold Ole Einar Bjørndalen |
| 10/01/2009                          | Oberhof          | 10 km sprint          | Maxim Tsjoedov                                                                       | Michael Rösch                                                                       | Tomasz Sikora                                                                      |
| 11/01/2009                          | Oberhof          | 15 km massastart      | Christoph Sumann                                                                     | Carl Johan Bergman                                                                  | Ole Einar Bjørndalen                                                               |
| 15/01/2009                          | Ruhpolding       | 4 x 7,5 km estafette  | Noorwegen Emil Hegle Svendsen Alexander Os Halvard Hanevold Ole Einar Bjørndalen     | Duitsland Michael Rösch Christoph Stephan Arnd Peiffer Toni Lang                    | Oostenrijk Daniel Mesotitisch Friedrich Pinter Tobias Eberhard Christoph Sumann    |
| 17/01/2009                          | Ruhpolding       | 10 km sprint          | Ole Einar Bjørndalen                                                                 | Dominik Landertinger                                                                | Emil Hegle Svendsen                                                                |
| 18/01/2009                          | Ruhpolding       | 12,5 km achtervolging | Ole Einar Bjørndalen                                                                 | Emil Hegle Svendsen                                                                 | Dominik Landertinger                                                               |
| 23/01/2009                          | Antholz          | 10 km sprint          | Emil Hegle Svendsen                                                                  | Björn Ferry                                                                         | Tomasz Sikora                                                                      |
| 24/01/2009                          | Antholz          | 12,5 km achtervolging | Björn Ferry                                                                          | Simon Eder                                                                          | Emil Hegle Svendsen                                                                |
| 25/01/2009                          | Antholz          | 15 km massastart      | Christoph Stephan                                                                    | Dominik Landertinger                                                                | Ivan Tsjerezov                                                                     |
| Wereldkampioenschappen biatlon 2009 |                  |                       |                                                                                      |                                                                                     |                                                                                    |
| 14/02/2009                          | Pyeongchang      | 10 km sprint          | Ole Einar Bjørndalen                                                                 | Lars Berger                                                                         | Halvard Hanevold                                                                   |
| 15/02/2009                          | Pyeongchang      | 12,5 km achtervolging | Ole Einar Bjørndalen                                                                 | Maxim Tsjoedov                                                                      | Alexander Os                                                                       |
| 17/02/2009                          | Pyeongchang      | 20 km individueel     | Ole Einar Bjørndalen                                                                 | Christoph Stephan                                                                   | Jakov Fak                                                                          |
| 19/02/2009                          | Pyeongchang      | gemengde estafette    | Frankrijk Marie Laure Brunet Sylvie Becaert Vincent Defrasne Simon Fourcade          | Zweden Helena Jonsson Anna Carin Olofsson-Zidek David Ekholm Carl Johan Bergman     | Duitsland Andrea Henkel Simone Hauswald Arnd Peiffer Michael Greis                 |
| 21/02/2009                          | Pyeongchang      | 15 km massastart      | Dominik Landertinger                                                                 | Christoph Sumann                                                                    | Ivan Tsjerezov                                                                     |
| 22/02/2008                          | Pyeongchang      | 4 x 7,5 km estafette  | Noorwegen Emil Hegle Svendsen Lars Berger Halvard Hanevold Ole Einar Bjørndalen      | Oostenrijk Daniel Mesotitsch Simon Eder Dominik Landertinger Christoph Sumann       | Duitsland Michael Rösch Christoph Stephan Arnd Peiffer Michael Greis               |
| 11/03/2009                          | Vancouver        | 20 km individueel     | Vincent Jay                                                                          | Daniel Böhm                                                                         | Jeremy Teela                                                                       |
| 13/03/2009                          | Vancouver        | 10 km sprint          | Lars Berger                                                                          | Ole Einar Bjørndalen                                                                | Christoph Sumann                                                                   |
| 15/03/2009                          | Vancouver        | 4 x 7,5 km estafette  | Zweden David Ekholm Mattias Nilsson Fredrik Lindström Carl Johan Bergman             | Frankrijk Vincent Jay Vincent Defrasne Martin Fourcade Simon Fourcade               | Duitsland Simon Schempp Daniel Böhm Arnd Peiffer Michael Rösch                     |
| 19/03/2009                          | Trondheim        | 10 km sprint          | Michael Greis                                                                        | Ole Einar Bjørndalen                                                                | Simon Eder                                                                         |
| 21/03/2009                          | Trondheim        | 12,5 km achtervolging | Ole Einar Bjørndalen                                                                 | Simon Eder                                                                          | Tomasz Sikora                                                                      |
| 22/03/2009                          | Trondheim        | 15 km massastart      | Ole Einar Bjørndalen                                                                 | Simon Eder                                                                          | Emil Hegle Svendsen                                                                |
| 26/03/2009                          | Chanty-Mansiejsk | 10 km sprint          | Arnd Peiffer                                                                         | Ole Einar Bjørndalen                                                                | Christoph Sumann                                                                   |
| 28/03/2009                          | Chanty-Mansiejsk | 12,5 km achtervolging | Emil Hegle Svendsen                                                                  | Ole Einar Bjørndalen                                                                | Christoph Sumann                                                                   |
| 29/03/2009                          | Chanty-Mansiejsk | 15 km massastart      | Simon Eder                                                                           | Dominik Landertinger                                                                | Ole Einar Bjørndalen                                                               |

### Eindstanden
| Algemene wereldbeker        |                      |      |        |
| #                           | Naam                 | Land | Punten |
| 1                           | Ole Einar Bjørndalen | NOR  | 1080   |
| 2                           | Tomasz Sikora        | POL  | 870    |
| 3                           | Emil Hegle Svendsen  | NOR  | 844    |
| 4                           | Michael Greis        | GER  | 804    |
| 5                           | Maxim Tsjoedov       | RUS  | 780    |
| 6                           | Christoph Sumann     | AUT  | 759    |
| 7                           | Ivan Tsjerezov       | RUS  | 730    |
| 8                           | Carl Johan Bergman   | SWE  | 643    |
| 9                           | Björn Ferry          | SWE  | 642    |
| 10                          | Halvard Hanevold     | NOR  | 600    |
| 11                          | Dominik Landertinger | AUT  | 587    |
| 12                          | Simon Eder           | AUT  | 581    |
| 13                          | Alexander Os         | NOR  | 580    |
| 14                          | Daniel Mesotitsch    | AUT  | 553    |
| 15                          | Simon Fourcade       | FRA  | 536    |
| 16                          | Michael Rösch        | GER  | 530    |
| 17                          | Lars Berger          | NOR  | 444    |
| 18                          | Christoph Stephan    | GER  | 436    |
| 19                          | Alexander Wolf       | GER  | 429    |
| 20                          | Michal Šlesingr      | CZE  | 423    |
| Eindstand na 26 wedstrijden |                      |      |        |

| Landenklassement |            |        |
| #                | Land       | Punten |
| 1                | Noorwegen  | 6795   |
| 2                | Oostenrijk | 6446   |
| 3                | Duitsland  | 6413   |
| 4                | Zweden     | 5908   |
| 5                | Frankrijk  | 5794   |
| 6                | Rusland    | 5732   |
| 7                | Oekraïne   | 5476   |
| 8                | Tsjechië   | 5088   |

| Estafettes                 |             |        |
| #                          | Land        | Punten |
| 1                          | Oostenrijk  | 276    |
| 2                          | Noorwegen   | 254    |
| 3                          | Duitsland   | 247    |
| 4                          | Frankrijk   | 226    |
| 5                          | Zweden      | 220    |
| 6                          | Oekraïne    | 194    |
| 7                          | Italië      | 173    |
| 8                          | Wit-Rusland | 166    |
| Eindstand na 6 wedstrijden |             |        |

| Wereldbeker 10 km sprint    |                      |      |        |
| #                           | Naam                 | Land | Punten |
| 1                           | Ole Einar Bjørndalen | NOR  | 372    |
| 2                           | Tomasz Sikora        | POL  | 337    |
| 3                           | Emil Hegle Svendsen  | NOR  | 318    |
| 4                           | Michael Greis        | GER  | 306    |
| 5                           | Maxim Tsjoedov       | RUS  | 297    |
| 6                           | Alexander Os         | NOR  | 284    |
| 7                           | Christoph Sumann     | AUT  | 263    |
| 8                           | Ivan Tsjerezov       | RUS  | 258    |
| 9                           | Halvard Hanevold     | NOR  | 257    |
| 10                          | Carl Johan Bergman   | SWE  | 256    |
| Eindstand na 20 wedstrijden |                      |      |        |

| Wereldbeker 12,5 km achtervolging |                      |      |        |
| #                                 | Naam                 | Land | Punten |
| 1                                 | Ole Einar Bjørndalen | NOR  | 342    |
| 2                                 | Emil Hegle Svendsen  | NOR  | 308    |
| 3                                 | Tomasz Sikora        | POL  | 276    |
| 4                                 | Michael Greis        | GER  | 231    |
| 5                                 | Björn Ferry          | SWE  | 215    |
| 6                                 | Simon Eder           | AUT  | 186    |
| 7                                 | Maxim Tsjoedov       | RUS  | 186    |
| 8                                 | Ivan Tsjerezov       | RUS  | 160    |
| 9                                 | Christoph Sumann     | AUT  | 159    |
| 10                                | Michal Šlesingr      | CZE  | 157    |
| Eindstand na 7 wedstrijden        |                      |      |        |

| Wereldbeker 15 km massastart |                      |      |        |
| #                            | Naam                 | Land | Punten |
| 1                            | Dominik Landertinger | AUT  | 208    |
| 2                            | Ole Einar Bjørndalen | NOR  | 199    |
| 3                            | Christoph Sumann     | AUT  | 197    |
| 4                            | Simon Eder           | AUT  | 176    |
| 5                            | Ivan Tsjerezov       | RUS  | 170    |
| 6                            | Christoph Stephan    | GER  | 146    |
| 7                            | Emil Hegle Svendsen  | NOR  | 146    |
| 8                            | Maxim Tsjoedov       | RUS  | 142    |
| 9                            | Carl Johan Bergman   | SWE  | 137    |
| 10                           | Tomasz Sikora        | POL  | 134    |
| Eindstand na 5 wedstrijden   |                      |      |        |

| Wereldbeker 20 km individueel |                      |      |        |
| #                             | Naam                 | Land | Punten |
| 1                             | Michael Greis        | GER  | 146    |
| 2                             | Ivan Tsjerezov       | RUS  | 120    |
| 3                             | Maxim Tsjoedov       | RUS  | 119    |
| 4                             | Ole Einar Bjørndalen | NOR  | 110    |
| 5                             | Christoph Sumann     | AUT  | 100    |
| 6                             | Carl Johan Bergman   | SWE  | 98     |
| 7                             | Daniel Mesotitsch    | AUT  | 97     |
| 8                             | Vincent Jay          | FRA  | 91     |
| 9                             | Tomasz Sikora        | POL  | 91     |
| 10                            | Anrej Derysemlja     | UKR  | 82     |
| Eindstand na 4 wedstrijden    |                      |      |        |

## Vrouwen

### Resultaten
| Datum                               | Plaats           | Discipline          | Eerste                                                                                     | Tweede                                                                                  | Derde                                                                        |
| ----------------------------------- | ---------------- | ------------------- | ------------------------------------------------------------------------------------------ | --------------------------------------------------------------------------------------- | ---------------------------------------------------------------------------- |
| 04/12/2008                          | Östersund        | 15 km individueel   | Helena Jonsson                                                                             | Kati Wilhelm                                                                            | Jekaterina Joerijeva Magdalena Neuner                                        |
| 06/12/2008                          | Östersund        | 7,5 km sprint       | Wang Chunli                                                                                | Tora Berger                                                                             | Magdalena Neuner                                                             |
| 07/12/2008                          | Östersund        | 10 km achtervolging | Martina Beck                                                                               | Jekaterina Joerijeva Svetlana Sleptsova                                                 | Kati Wilhelm                                                                 |
| 12/12/2008                          | Hochfilzen       | 7,5 km sprint       | Simone Hauswald                                                                            | Svetlana Sleptsova                                                                      | Andrea Henkel                                                                |
| 13/12/2008                          | Hochfilzen       | 10 km achtervolging | Martina Beck                                                                               | Svetlana Sleptsova                                                                      | Simone Hauswald                                                              |
| 14/12/2008                          | Hochfilzen       | 4 x 6 km estafette  | Rusland Noorwegen Solveig Rogstad Julie Bonnevie-Svendsen Ann Kristin Flatland Tora Berger | Frankrijk Marie-Laure Brunet Sylvie Becaert Julie Carraz-Collin Sandrine Bailly         | Duitsland Andrea Henkel Martina Beck Simone Hauswald Kati Wilhelm            |
| 18/12/2008                          | Hochfilzen       | 15 km individueel   | Albina Achatova Eva Tofalvi                                                                | Svetlana Sleptsova                                                                      | Simone Hauswald                                                              |
| 20/12/2008                          | Hochfilzen       | 7,5 km sprint       | Svetlana Sleptsova                                                                         | Jekaterina Joerijeva Vita Semerenko                                                     | Helena Jonsson                                                               |
| 21/12/2008                          | Hochfilzen       | 4 x 6 km estafette  | Rusland Duitsland Andrea Henkel Simone Hauswald Magdalena Neuner Kathrin Hitzer            | Frankrijk Marie-Laure Brunet Sylvie Becaert Julie Carraz-Collin Sandrine Bailly         | Polen Krystyna Pałka Magdalena Gwizdoń Veronika Nowakowska Agnieszka Grzybek |
| 07/01/2009                          | Oberhof          | 4 x 6 km estafette  | Rusland Oekraïne Olene Pidhroesjna Valj Semerenko Vita Semerenko Oksana Khvostenko         | Duitsland Simone Hauswald Kati Wilhelm Sabrina Buchholz Kathrin Hitzer                  | Frankrijk Marie-Laure Brunet Sylvie Becaert Pauline Macabies Marie Dorin     |
| 09/01/2009                          | Oberhof          | 7,5 km sprint       | Jekaterina Joerijeva Andrea Henkel                                                         | Helena Jonsson                                                                          | Tora Berger                                                                  |
| 11/01/2009                          | Oberhof          | 12,5 km massastart  | Kati Wilhelm                                                                               | Olga Medvedtseva                                                                        | Helena Jonsson                                                               |
| 14/01/2009                          | Ruhpolding       | 4 x 6 km estafette  | Duitsland Andrea Henkel Kati Wilhelm Kathrin Hitzer Magdalena Neuner                       | Rusland Zweden Sofia Domeij Helena Jonsson Anna Carin Olofsson-Zidek Anna Maria Nilsson | China Wang Chunli Liu Xiangying Dong Xue Song Chaoqing                       |
| 16/01/2009                          | Ruhpolding       | 7,5 km sprint       | Magdalena Neuner                                                                           | Kati Wilhelm                                                                            | Darja Domratsjeva                                                            |
| 18/01/2009                          | Ruhpolding       | 10 km achtervolging | Magdalena Neuner                                                                           | Jekaterina Joerijeva Kati Wilhelm                                                       | Tora Berger                                                                  |
| 22/01/2009                          | Antholz          | 7,5 km sprint       | Tora Berger                                                                                | Darja Domratsjeva                                                                       | Kati Wilhelm                                                                 |
| 24/01/2009                          | Antholz          | 10 km achtervolging | Anna Boelygina                                                                             | Kaisa Mäkäräinen                                                                        | Darja Domratsjeva                                                            |
| 25/01/2009                          | Antholz          | 12,5 km massastart  | Jekaterina Joerijeva Helena Jonsson                                                        | Kaisa Mäkäräinen                                                                        | Kati Wilhelm                                                                 |
| Wereldkampioenschappen biatlon 2009 |                  |                     |                                                                                            |                                                                                         |                                                                              |
| 14/02/2009                          | Pyeongchang      | 7,5 km sprint       | Kati Wilhelm                                                                               | Simone Hauswald                                                                         | Olga Zajtseva                                                                |
| 15/02/2009                          | Pyeongchang      | 10 km achtervolging | Helena Jonsson                                                                             | Kati Wilhelm                                                                            | Olga Zajtseva                                                                |
| 18/02/2009                          | Pyeongchang      | 15 km individueel   | Kati Wilhelm                                                                               | Teja Gregorin                                                                           | Tora Berger                                                                  |
| 19/02/2009                          | Pyeongchang      | gemengde estafette  | Frankrijk Marie Laure Brunet Sylvie Becaert Vincent Defrasne Simon Fourcade                | Zweden Helena Jonsson Anna Carin Olofsson-Zidek David Ekholm Carl Johan Bergman         | Duitsland Andrea Henkel Simone Hauswald Arnd Peiffer Michael Greis           |
| 21/02/2009                          | Pyeongchang      | 4 x 6 km estafette  | Rusland Svetlana Sleptsova Anna Boelygina Olga Medvedtseva Olga Zajtseva                   | Duitsland Martina Beck Magdalena Neuner Andrea Henkel Kati Wilhelm                      | Frankrijk Marie Laure Brunet Sylvie Becaert Marie Dorin Sandrine Bailly      |
| 22/02/2008                          | Pyeongchang      | 12,5 km massastart  | Olga Zajtseva                                                                              | Anastasiya Kuzmina                                                                      | Helena Jonsson                                                               |
| 12/03/2009                          | Vancouver        | 15 km individueel   | Simone Hauswald                                                                            | Olga Zajtseva                                                                           | Vita Semerenko                                                               |
| 14/03/2009                          | Vancouver        | 7,5 km sprint       | Helena Jonsson                                                                             | Magdalena Neuner                                                                        | Olga Zajtseva                                                                |
| 15/03/2009                          | Vancouver        | 4 x 6 km estafette  | Duitsland Kati Wilhelm Magdalena Neuner Martina Beck Andrea Henkel                         | China Wang Chunli Liu Xiangying Dong Xue Yuan-Yuan Liu                                  | Rusland Svetlana Sleptsova Anna Boelygina Olga Medvedtseva Olga Zajtseva     |
| 19/03/2009                          | Trondheim        | 7,5 km sprint       | Olga Zajtseva                                                                              | Helena Jonsson                                                                          | Sylvie Becaert                                                               |
| 21/03/2009                          | Trondheim        | 10 km achtervolging | Andrea Henkel                                                                              | Olga Zajtseva                                                                           | Marie-Laure Brunet                                                           |
| 22/03/2009                          | Trondheim        | 12,5 km massastart  | Tora Berger                                                                                | Simone Hauswald                                                                         | Sandrine Bailly                                                              |
| 27/03/2009                          | Chanty-Mansiejsk | 7,5 km sprint       | Tina Bachmann                                                                              | Simone Hauswald                                                                         | Anna Carin Olofsson                                                          |
| 28/03/2009                          | Chanty-Mansiejsk | 10 km achtervolging | Magdalena Neuner                                                                           | Michela Ponza                                                                           | Marie Dorin                                                                  |
| 29/03/2009                          | Chanty-Mansiejsk | 12,5 km massastart  | Simone Hauswald                                                                            | Helena Jonsson                                                                          | Andrea Henkel                                                                |

### Eindstanden
| Algemene wereldbeker        |                           |      |        |
| #                           | Naam                      | Land | Punten |
| 1                           | Helena Jonsson            | SWE  | 952    |
| 2                           | Kati Wilhelm              | GER  | 952    |
| 3                           | Tora Berger               | NOR  | 894    |
| 4                           | Magdalena Neuner          | GER  | 891    |
| 5                           | Andrea Henkel             | GER  | 838    |
| 6                           | Olga Zajtseva             | RUS  | 834    |
| 7                           | Darja Domratsjeva         | BLR  | 776    |
| 8                           | Martina Beck              | GER  | 685    |
| 9                           | Simone Hauswald           | GER  | 677    |
| 10                          | Anna Carin Olofsson-Zidek | SWE  | 645    |
| 11                          | Éva Tófalvi               | ROU  | 640    |
| 12                          | Svetlana Sleptsova        | RUS  | 628    |
| 13                          | Vita Semerenko            | UKR  | 626    |
| 14                          | Kaisa Mäkäräinen          | FIN  | 577    |
| 15                          | Liu Xiangying             | CHN  | 536    |
| 16                          | Marie-Laure Brunet        | FRA  | 484    |
| 17                          | Olga Medvedtseva          | RUS  | 482    |
| 18                          | Michela Ponza             | ITA  | 468    |
| 19                          | Anna Boelygina            | RUS  | 465    |
| 20                          | Natalja Levtchenkova      | MDA  | 447    |
| Eindstand na 26 wedstrijden |                           |      |        |

| Landenklassement |             |        |
| #                | Land        | Punten |
| 1                | Duitsland   | 6954   |
| 2                | Zweden      | 5926   |
| 3                | Frankrijk   | 5925   |
| 4                | Oekraïne    | 5894   |
| 5                | Noorwegen   | 5827   |
| 6                | China       | 5771   |
| 7                | Rusland     | 5669   |
| 8                | Wit-Rusland | 5604   |

| Estafettes                 |             |        |
| #                          | Land        | Punten |
| 1                          | Duitsland   | 288    |
| 2                          | Frankrijk   | 242    |
| 3                          | Oekraïne    | 232    |
| 4                          | China       | 217    |
| 5                          | Zweden      | 212    |
| 6                          | Noorwegen   | 199    |
| 7                          | Polen       | 196    |
| 8                          | Wit-Rusland | 193    |
| Eindstand na 6 wedstrijden |             |        |

| Wereldbeker 7,5 km sprint   |                    |      |        |
| #                           | Naam               | Land | Punten |
| 1                           | Helena Jonsson     | SWE  | 372    |
| 2                           | Magdalena Neuner   | GER  | 358    |
| 3                           | Tora Berger        | NOR  | 352    |
| 4                           | Kati Wilhelm       | GER  | 347    |
| 5                           | Darja Domratsjeva  | BLR  | 329    |
| 6                           | Andrea Henkel      | GER  | 320    |
| 7                           | Olga Zajtseva      | RUS  | 308    |
| 8                           | Svetlana Sleptsova | RUS  | 289    |
| 9                           | Éva Tófalvi        | ROU  | 247    |
| 10                          | Vita Semerenko     | UKR  | 240    |
| Eindstand na 10 wedstrijden |                    |      |        |

| Wereldbeker 10 km achtervolging |                           |      |        |
| #                               | Naam                      | Land | Punten |
| 1                               | Kati Wilhelm              | GER  | 272    |
| 2                               | Tora Berger               | NOR  | 246    |
| 3                               | Martina Beck              | GER  | 244    |
| 4                               | Andrea Henkel             | GER  | 234    |
| 5                               | Magdalena Neuner          | GER  | 231    |
| 6                               | Helena Jonsson            | SWE  | 226    |
| 7                               | Olga Zajtseva             | RUS  | 219    |
| 8                               | Darja Domratsjeva         | BLR  | 214    |
| 9                               | Anna Carin Olofsson-Zidek | SWE  | 198    |
| 10                              | Kaisa Mäkäräinen          | FIN  | 178    |
| Eindstand na 7 wedstrijden      |                           |      |        |

| Wereldbeker 12,5 km massastart |                   |      |        |
| #                              | Naam              | Land | Punten |
| 1                              | Helena Jonsson    | SWE  | 210    |
| 2                              | Kati Wilhelm      | GER  | 186    |
| 3                              | Simone Hauswald   | GER  | 174    |
| 4                              | Olga Zajtseva     | RUS  | 162    |
| 5                              | Andrea Henkel     | GER  | 157    |
| 6                              | Tora Berger       | NOR  | 146    |
| 7                              | Darja Domratsjeva | BLR  | 146    |
| 8                              | Magdalena Neuner  | RUS  | 146    |
| 9                              | Kaisa Mäkäräinen  | FIN  | 140    |
| 10                             | Olga Medvedtseva  | RUS  | 140    |
| Eindstand na 5 wedstrijden     |                   |      |        |

| Wereldbeker 15 km individueel |                   |      |        |
| #                             | Naam              | Land | Punten |
| 1                             | Magdalena Neuner  | GER  | 129    |
| 2                             | Éva Tófalvi       | ROU  | 123    |
| 3                             | Tora Berger       | NOR  | 122    |
| 4                             | Kati Wilhelm      | GER  | 115    |
| 5                             | Olga Zajtseva     | RUS  | 113    |
| 6                             | Helena Jonsson    | SWE  | 111    |
| 7                             | Vita Semerenko    | UKR  | 111    |
| 8                             | Simone Hauswald   | GER  | 108    |
| 9                             | Andrea Henkel     | GER  | 102    |
| 10                            | Oksana Khvostenko | UKR  | 99     |
| Eindstand na 4 wedstrijden    |                   |      |        |

## Gemengd

### Kalender
| Datum                               | Plaats      | Onderdeel                                | Eerste                                                                      | Tweede                                                                         | Derde                                                              |
| ----------------------------------- | ----------- | ---------------------------------------- | --------------------------------------------------------------------------- | ------------------------------------------------------------------------------ | ------------------------------------------------------------------ |
| Wereldkampioenschappen biatlon 2009 |             |                                          |                                                                             |                                                                                |                                                                    |
| 19/03/2009                          | Pyeongchang | 2 x 6 km + 2 x 7,5 km gemengde estafette | Frankrijk Marie-Laure Brunet Sylvie Becaert Vincent Defrasne Simon Fourcade | Zweden Helena Ekholm Anna Carin Olofsson-Zidek David Ekholm Carl Johan Bergman | Duitsland Andrea Henkel Simone Hauswald Arnd Peiffer Michael Greis |

1977/1978 · 
1978/1979 · 
1979/1980 · 
1980/1981 · 
1981/1982 · 
1982/1983 · 
1983/1984 · 
1984/1985 · 
1985/1986 · 
1986/1987 · 
1987/1988 · 
1988/1989 · 
1989/1990 · 
1990/1991 · 
1991/1992 · 
1992/1993 · 
1993/1994 · 
1994/1995 · 
1995/1996 · 
1996/1997 · 
1997/1998 · 
1998/1999 · 
1999/2000 · 
2000/2001 · 
2001/2002 · 
2002/2003 · 
2003/2004 · 
2004/2005 · 
2005/2006 · 
2006/2007 · 
2007/2008 · 
2008/2009 ·
2009/2010 ·
2010/2011 ·
2011/2012 ·
2012/2013 ·
2013/2014 ·
2014/2015 ·
2015/2016 ·
2016/2017 ·
2017/2018 ·
2018/2019 ·
2019/2020 ·
2020/2021 ·
2021/2022 ·
2022/2023 ·
2023/2024 ·
2024/2025
Alpineskiën ·
Biatlon ·
Bobsleeën ·
Freestyleskiën ·
Langlaufen ·
Noordse combinatie ·
Rodelen ·
Schaatsen (junioren) ·
Schansspringen ·
Shorttrack ·
Skeleton ·
Snowboarden